# 강경중앙초등학교 강당
강경중앙초등학교 강당(江景 中央初等學校 講堂)은 대한민국 충청남도 논산시 강경읍, 강경중앙초등학교 내에 있는 일제강점기의 건축물이다. 2003년 6월 30일 대한민국의 국가등록문화재 제60호로 지정되었다.

## 개요
논산시 강경읍 중앙리에 위치한 이 건물은 1937년 6월 30일 준공된 지상 1층의 조적조 건물로 건축면적은 455.5m²이다.
논산에서 가장 먼저 세워진 근대식 교육기관인 강경중앙초등학교는 1905년 4월 2일 2년제 사립학교인 보명학교로 개교하였으나. 1907년 4월 7일 4년제 강경공립보통학교로 변경되었다. 이후 강경중정공립심상소학교(1938년 4월 1일), 강경중정공립국민학교(1941년 4월 1일), 강경제일공립국민학교(1946년 3월 1일), 강경제일국민학교(1946년 4월 1일), 강경중앙국민학교(1949년 4월 1일) 등으로 개정되어오다 1996년 3월 1일 강경중앙초등학교로 교명을 변경하여 오늘에 이르렀다.
1937년 6월 30일 준공된 이 강당은 강경공립보통학교 개교 30주년 기념으로 강경공립보통학교 후원회에서 기증한 것이다. 콘크리트 기반위에 붉은 벽돌을 사용하여 지었고 지붕은 박공 형태로 현재 골슬레이트로 마감되어 있다. 건축당시 체육관 겸용으로 지어졌으며 교사와 면한 곳을 출입구를 두고 반대편에 강단을 두었으며 강단 쪽으로 두 개의 출입구를 배치하였다. 외벽둘레에 콘크리트 루버가 두 층 높이의 입면을 분절하고 지붕과 만나는 곳에는 목재의 도리들보를 두었고, 아래에 벽돌의 코니스를 두르고 지붕과 만나는 면에는 벽돌로 수평 돌림띠를 두어 단조로움을 해소하였다. 창을 많이 내어 자연광을 이용하게 하고 건물 모서리를 벽돌 내어쌓기로 처리하여 시각적 안정감을 주고 있다. 내부 천장은 중앙부분이 뒤로 물린 우물반자 형식으로 처리하고 바닥에는 쪽널의 마루를 깔았다.
이 강당 건물은 한국 근대시기 교육시설 중 강당의 전형적인 모습을 담고 있어 강경의 풍부한 근대문화자산과 연계하여 역사문화관광자원의 연구가치가 높아 2003년 6월 25일 등록문화재 60호로 등록·관리하고 있다.

## 같이 보기
- 강경중앙초등학교

## 참고 자료
- 강경중앙초등학교 강당 - 국가유산청 국가유산포털